# 谢尔河畔阿泰
谢尔河畔阿泰（法語：Athée-sur-Cher，法語發音：[ate syʁ ʃɛʁ] ⓘ）是法国安德尔-卢瓦尔省的一个市镇，位于该省东部，属于图尔区。

## 地理
谢尔河畔阿泰（47°19'15"N, 0°54'56"E）面积34.47 平方千米，位于法国中央-卢瓦尔河谷大区安德尔-卢瓦尔省，该省份为法国中西部省份，北起萨尔特省、东北接卢瓦-谢尔省，东南接安德尔省，南至维埃纳省，西临曼恩-卢瓦尔省。
与谢尔河畔阿泰接壤的市镇（或旧市镇、城区）包括：谢尔河畔阿宰、布莱雷、锡戈涅、库尔赛、迪耶尔、圣马丹勒博、特吕。

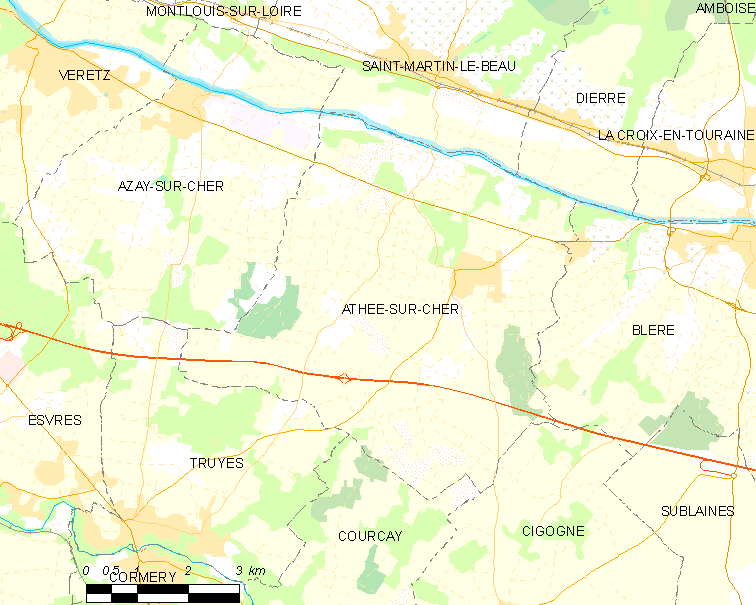
谢尔河畔阿泰的OSM定位图

谢尔河畔阿泰的时区为UTC+01:00、UTC+02:00（夏令时）。

## 行政
谢尔河畔阿泰的邮政编码为37270，INSEE市镇编码为37008。

## 政治
谢尔河畔阿泰所属的省级选区为布莱雷县。

## 人口

1962-2008年间谢尔河畔阿泰人口变化图示

谢尔河畔阿泰于2022年1月1日时的人口数量为2848人。